# Jim McIlvaine
James Michael McIlvaine, detto Jim (Racine, 30 luglio 1972), è un ex cestista statunitense, professionista nella NBA.

## Carriera
È stato selezionato dai Washington Bullets al secondo giro del Draft NBA 1994 (32ª scelta assoluta).

## Statistiche

### College
| Anno      | Squadra             | PG  | PT | MP   | TC%  | 3P% | TL%  | RP  | AP  | PRP | SP  | PP   |
| --------- | ------------------- | --- | -- | ---- | ---- | --- | ---- | --- | --- | --- | --- | ---- |
| 1990-1991 | Marquette G. Eagles | 28  | -  | 19,3 | 57,9 | -   | 59,8 | 4,7 | 0,5 | 0,3 | 3,3 | 8,0  |
| 1991-1992 | Marquette G. Eagles | 29  | 27 | 24,0 | 54,5 | -   | 75,4 | 4,6 | 0,6 | 0,2 | 3,0 | 10,3 |
| 1992-1993 | Marquette G. Eagles | 28  | -  | 19,0 | 57,8 | -   | 71,4 | 4,8 | 0,8 | 0,2 | 2,8 | 11,0 |
| 1993-1994 | Marquette G. Eagles | 33  | 33 | 28,7 | 52,8 | -   | 66,5 | 8,3 | 1,3 | 0,3 | 4,3 | 13,6 |
| Carriera  | Carriera            | 118 | 60 | 23,0 | 55,2 | -   | 68,7 | 5,7 | 0,8 | 0,2 | 3,4 | 10,8 |

### NBA

#### Regular Season
| Anno      | Squadra            | PG  | PT  | MP   | TC%  | 3P%  | TL%  | RP  | AP  | PRP | SP  | PP  |
| --------- | ------------------ | --- | --- | ---- | ---- | ---- | ---- | --- | --- | --- | --- | --- |
| 1994-1995 | Washington Bullets | 55  | 0   | 9,7  | 47,9 | -    | 68,3 | 1,9 | 0,2 | 0,2 | 1,1 | 1,7 |
| 1995-1996 | Washington Bullets | 80  | 6   | 14,9 | 42,8 | -    | 55,2 | 2,9 | 0,1 | 0,3 | 2,1 | 2,3 |
| 1996-1997 | Seattle S.Sonics   | 82  | 79  | 18,0 | 47,1 | 14,3 | 49,5 | 4,0 | 0,3 | 0,5 | 2,0 | 3,8 |
| 1997-1998 | Seattle S.Sonics   | 78  | 72  | 15,5 | 45,3 | 0,0  | 55,6 | 3,3 | 0,2 | 0,3 | 1,8 | 3,2 |
| 1998-1999 | N.J. Nets          | 22  | 1   | 12,2 | 43,1 | -    | 66,7 | 2,5 | 0,1 | 0,4 | 1,5 | 2,2 |
| 1999-2000 | N.J. Nets          | 66  | 53  | 15,9 | 41,6 | -    | 51,8 | 3,5 | 0,5 | 0,4 | 1,8 | 2,4 |
| 2001-2002 | N.J. Nets          | 18  | 3   | 10,7 | 35,7 | -    | 66,7 | 1,9 | 0,2 | 0,4 | 0,8 | 1,6 |
| Carriera  | Carriera           | 401 | 214 | 14,8 | 44,6 | 10,0 | 55,1 | 3,1 | 0,3 | 0,3 | 1,7 | 2,7 |

#### Playoffs
| Anno     | Squadra          | PG | PT | MP  | TC%  | 3P% | TL%  | RP  | AP  | PRP | SP  | PP  |
| -------- | ---------------- | -- | -- | --- | ---- | --- | ---- | --- | --- | --- | --- | --- |
| 1997     | Seattle S.Sonics | 5  | 0  | 5,6 | 57,1 | -   | 50,0 | 0,4 | 0,0 | 0,2 | 0,4 | 1,8 |
| 1998     | Seattle S.Sonics | 6  | 4  | 9,8 | 30,0 | 0,0 | 50,0 | 1,7 | 0,2 | 0,3 | 1,0 | 2,2 |
| Carriera | Carriera         | 11 | 4  | 7,9 | 37,0 | 0,0 | 50,0 | 1,1 | 0,1 | 0,3 | 0,7 | 2,0 |